# حوريات البحر في ملعب الجولف
حوريات البحر في ملعب الجولف هي مجموعة من القصص القصيرة التي صَدرت عام 1985 لكاتبتها باتريشيا هايسميث. تتطرق المجموعة القصصية للكثير من المواضيع بما في ذلك العنف، القتل وأسرار الجنون.

## نظرة عامة
تم جمع هذه القصص على مدى عدة شهور من قبل باتريشيا التي حاولت -من خلال كتاباتها- فضح ديمقراطية الولايات المتحدة من خلاف كشف ما تُعانيه الطبقة المتوسطة داخل المجتمع. ألقت هايسميث الضوء كذلك على تجربة الاقتراب من الموت من خلال شخصية رجل يُحاول قضاء بقية أيام حياته في اكتشاف هذه التجارِب المثيرة. كما تتحدث في فصل آخر عن شخصية زوج ينتقم من زوجته من خلال الضرب وإجبارها على العيش وسط عددٍ من الحيوانات الميتة في حديقة منزلهم.

## محتويات
هذه محتويات كتاب حوريات البحر في ملعب الغولف:
- حوريات البحر على ملعب للجولف (مُقدّمة)
- زر
- العمل
- ماضي كريس المتطرف
- الساعة التي تدق في عيد الميلا
- لقطة من العد
- أشياء من الجنون
- ليس في هذه الحياة، ربما في الحياة المُقبلة
- أنا غير فعال مثل الآخري
- أقسى شهر
- رومانسية

## الاستقبال
| ردود الفعل حول رواية حوريات البحر في ملعب الجولف | ردود الفعل حول رواية حوريات البحر في ملعب الجولف | ردود الفعل حول رواية حوريات البحر في ملعب الجولف |
| الكاتب                                           | الصحيفة/الجريدة                                  | التعليق |
| ------------------------------------------------ | ------------------------------------------------ | --- |
| جيمس لاسدون                                      | واشنطن بوست                                      | واحدة من أكثر القصص المُبهجة التي قرأتها للسيدة هايسميث. أنا متأكد أن الرواية منصفة ومذهلة وتُجبرك على إتمامها عندما تبدأ في قرائتها هذا ناهيك عن حضورها القوي. |
|                                                  | منتدى الكتب                                      | مجموعة قصصية من أبرز الكتب في مجال الإثارة النفسية. |
|                                                  | بوسطن غلوب                                       | هناك جو من الرهبة وإحساس غريب لا يُمكن وصفه خلال قلب صفحات قصة باتريشيا هايسميث … فعلا لا يوجد شيء مثل هذا.                                                    |
|                                                  | الملحق الأدبي                                    | لا ينبغي الآن شرح هذه الهدية العظيمة من هايسميث ... إنّها مثل غراهام غرين، تعلم أنها لا تحتاج إلى الإيماء.                                                     |